# Nación del Gato

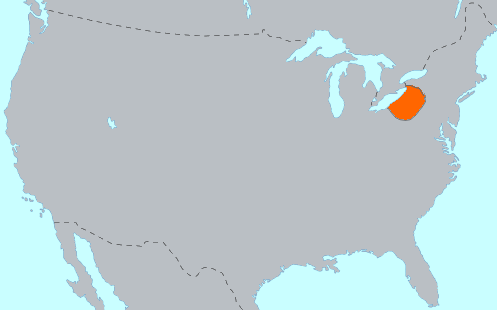
Región originaria de la Nation du Chat.

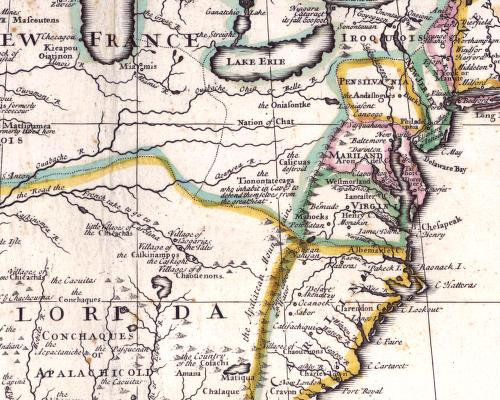
Mapa de 1710 de John Senex donde muestra la ubicación de los erie en el alto valle del río Ohio.

La Nación del Gato es una tribu amerindia de América del Norte. Son también conocidos con el nombre de erie por localizarse en las cercanías del lago Erie.
Los erie fueron exterminados por los iroqueses alrededor de 1656.  Los pocos sobrevivientes fueron hechos esclavos o adoptados por los iroqueses.

## Contacto con los europeos
La Nación del Gato tuvo muy poco contacto con los europeos. Solo los comerciantes neerlandeses de pieles de Fort Orange ―ahora Albany (Nueva York)― y los misioneros jesuitas de Canadá (durante las Guerras Franco-Iroquesas), se pusieron en contacto con ellos. Lo poco que se conoce históricamente de ellos deriva de leyendas, de la arqueología y de las comparaciones con otros pueblos iroqueses.